# Ilovăț, Mehedinți
Ilovăț este satul de reședință al comunei cu același nume din județul Mehedinți, Oltenia, România.

## Vezi și
- Biserica Sfântul Nicolae din Ilovăț

## Imagini

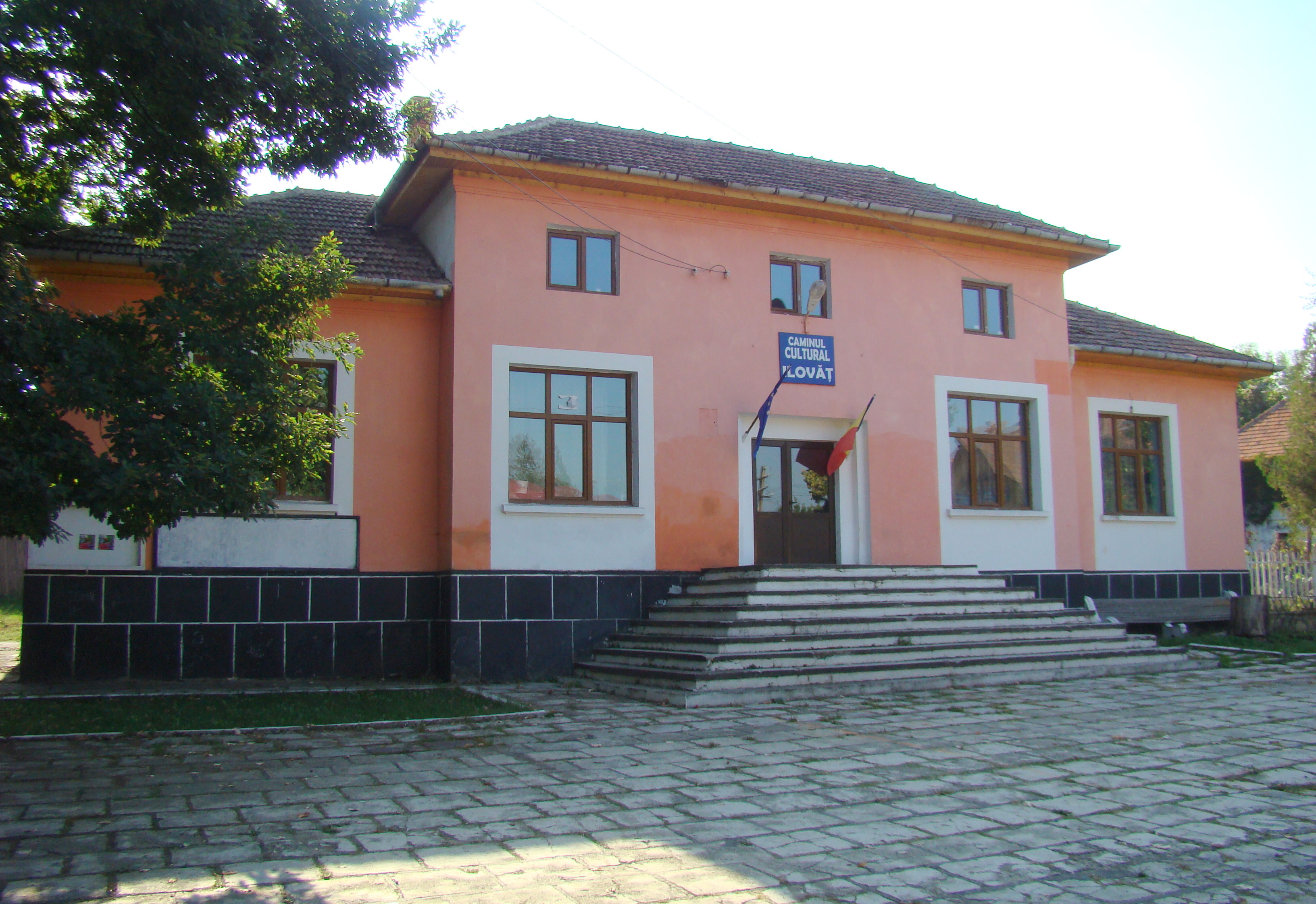
Căminul cultural
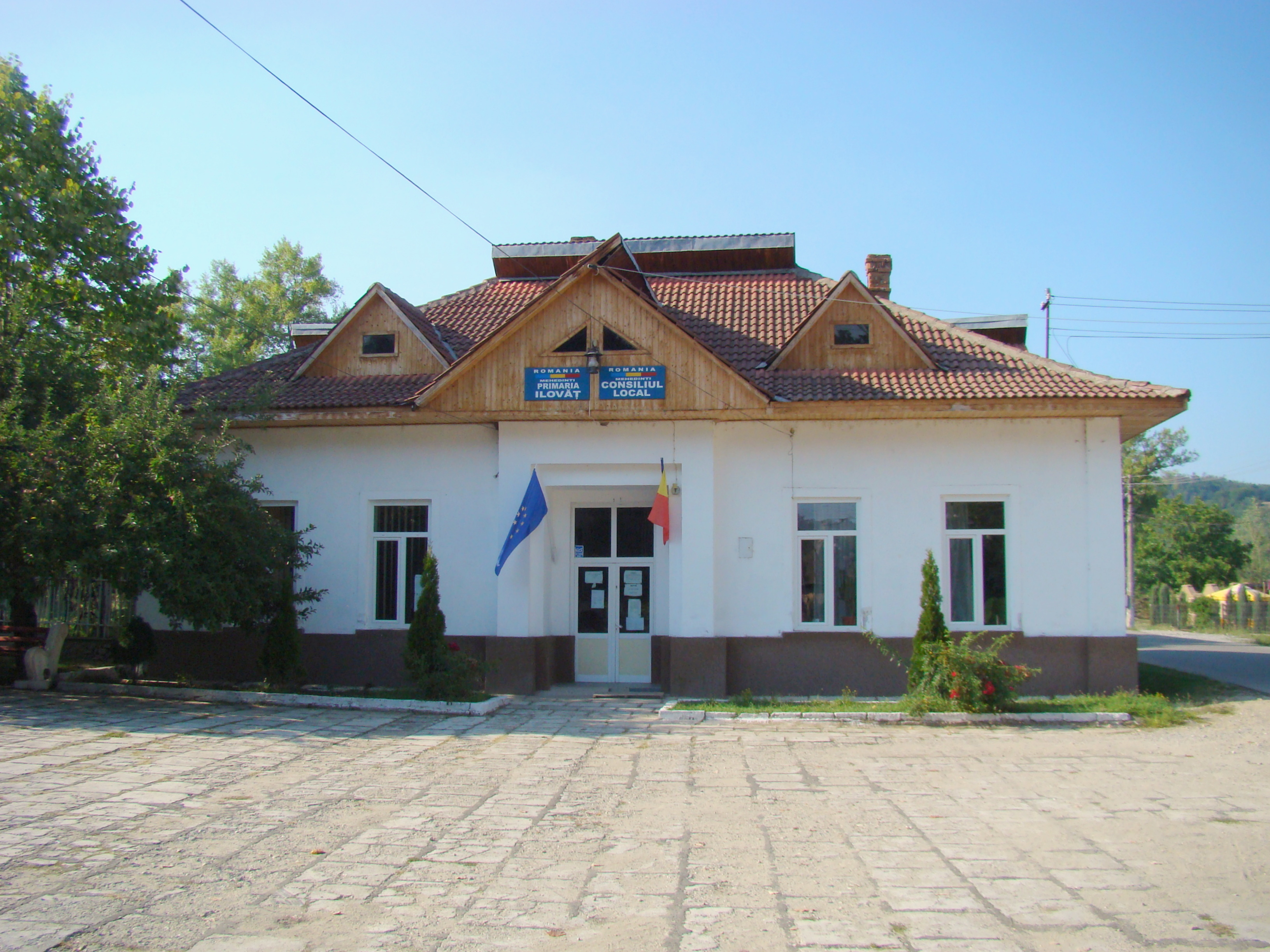
Primăria
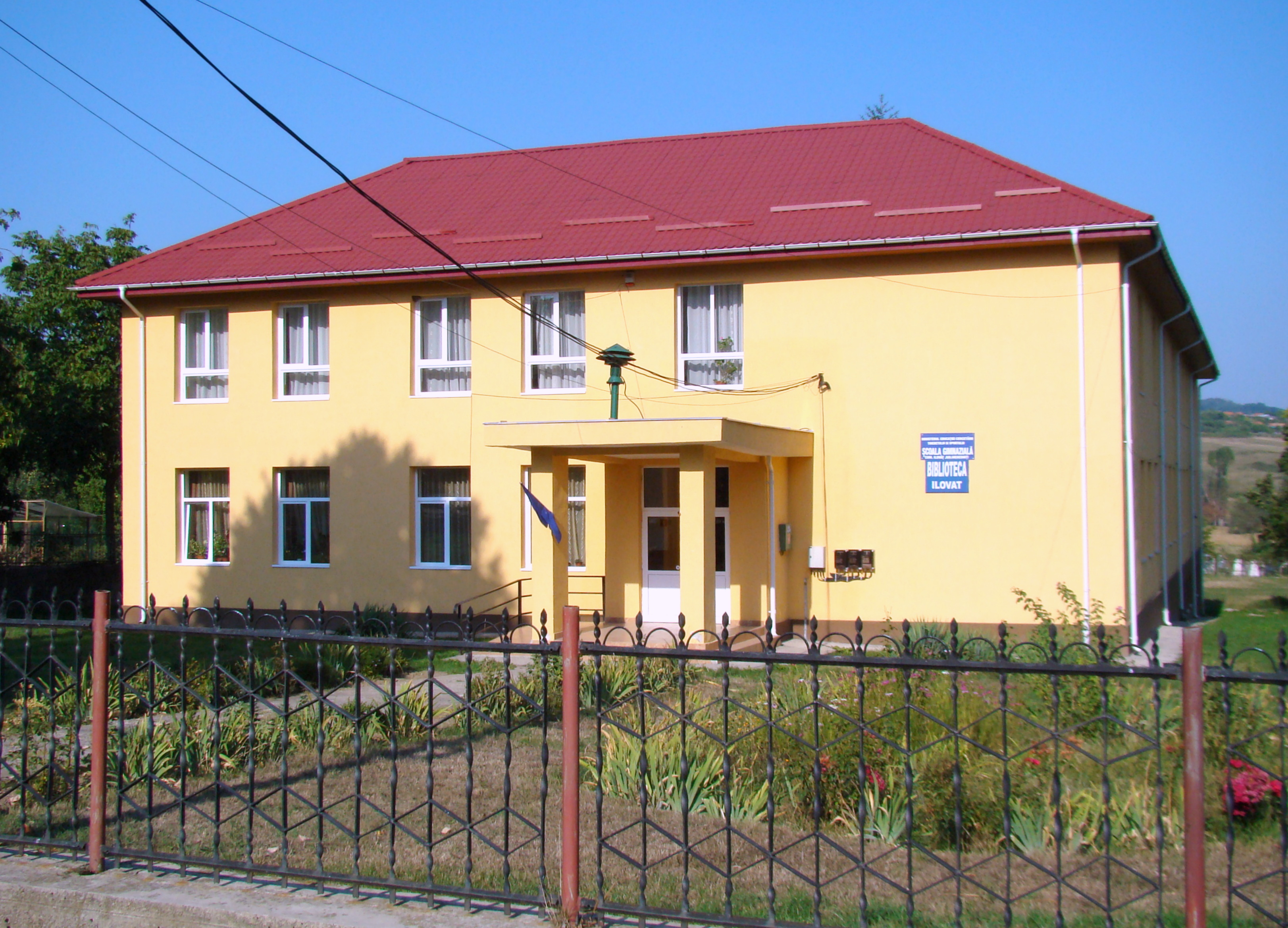
Şcoala
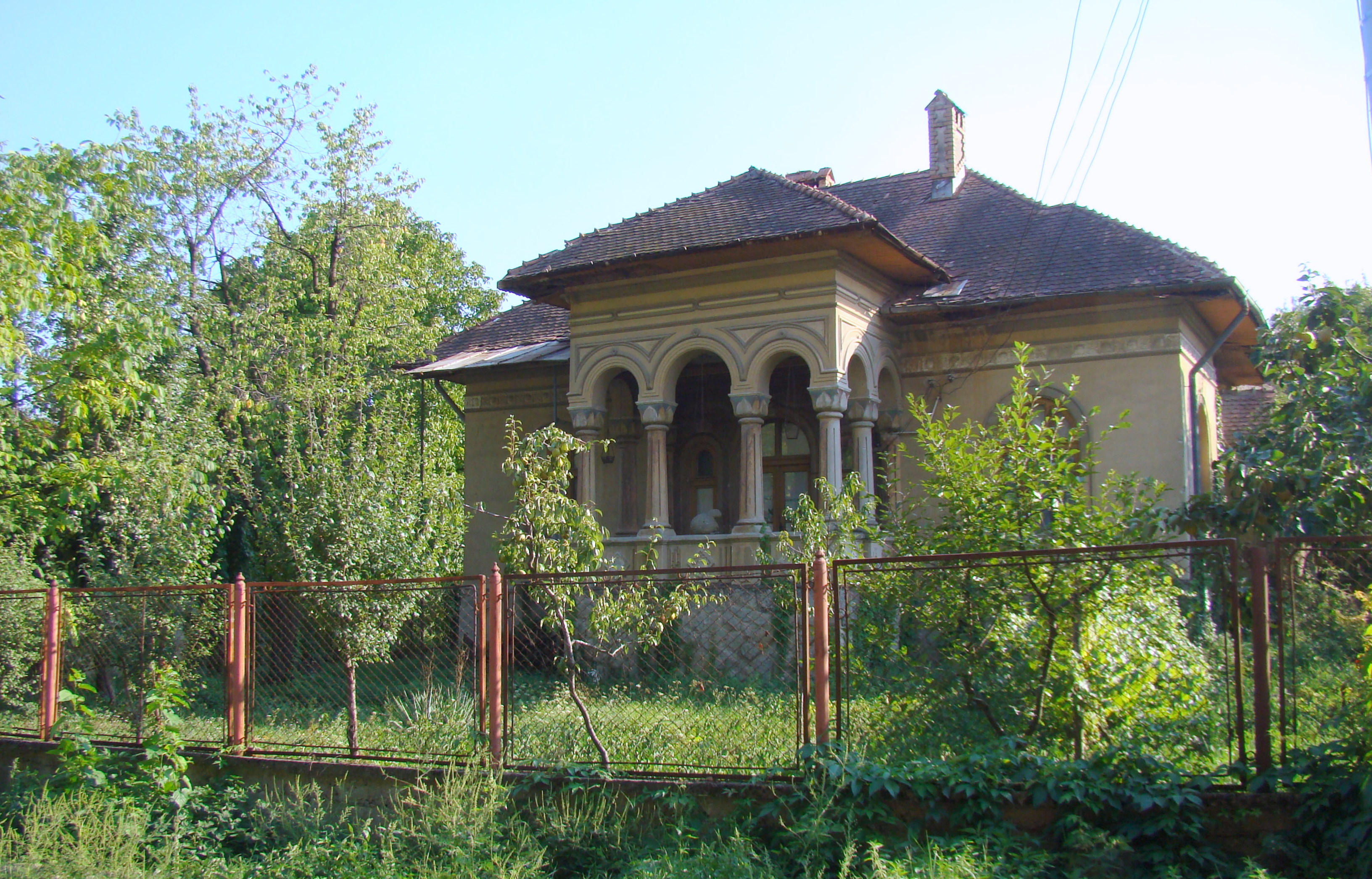
Fost conac boieresc
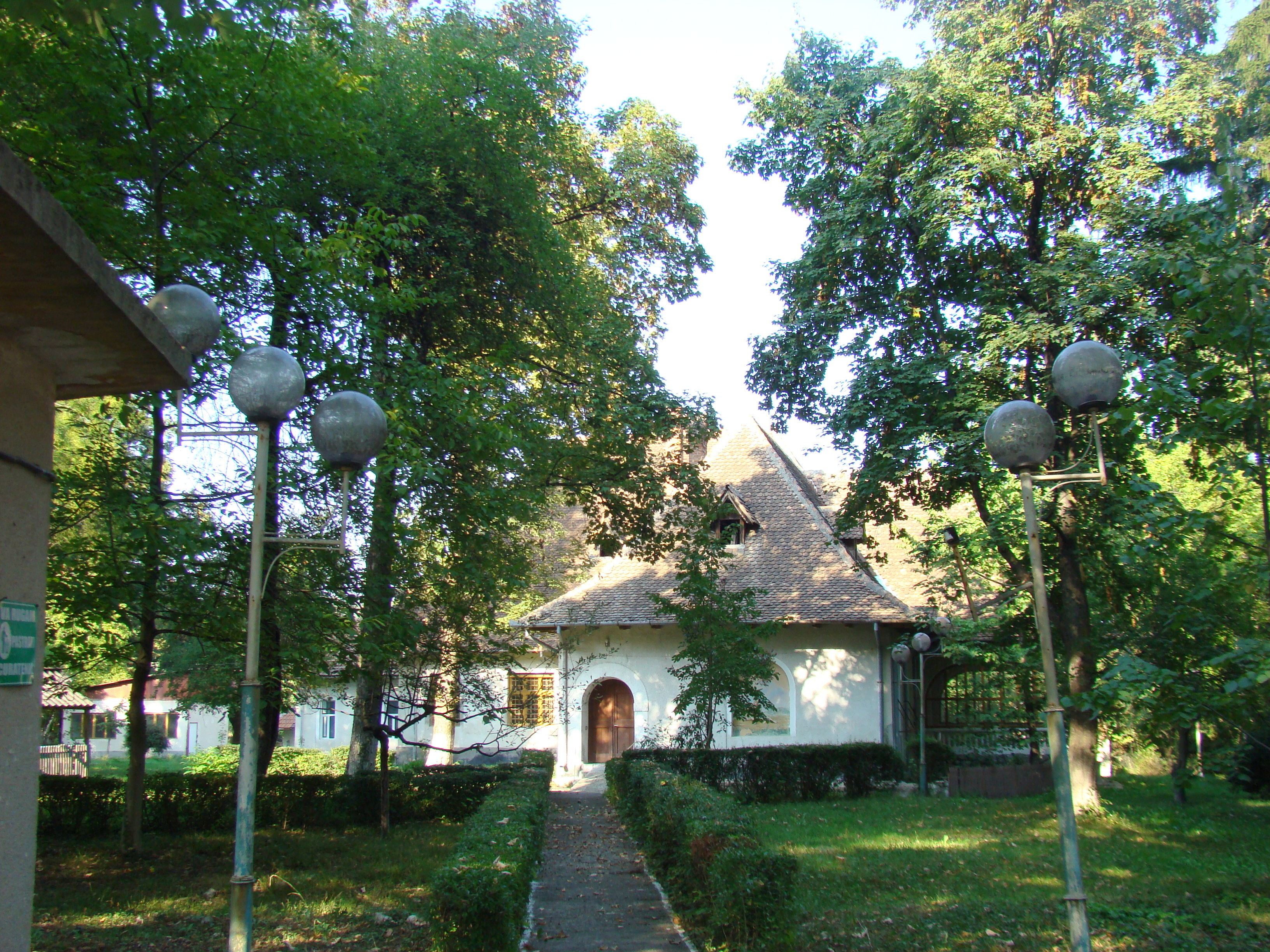
Clădirea care a adăpostit căminul pentru persoane vârstnice